# A863 road
Die A863 road ist eine A-Straße auf der Isle of Skye in der schottischen Council Area Highland. Sie zweigt von der A87 bei Sligachan am Nordrand der Cuillin Hills ab. Von dort verläuft sie in nordwestlicher Richtung, teils entlang der Westküste von Skye am Loch Bracadale, bis nach Dunvegan, dem größten Ort im Nordwesten von Skye. Sie dient vor allem der Anbindung des Nordwestens von Skye mit den Halbinseln Minginish, Waternish und Duirinish.

## Verlauf
Die Straße beginnt an der Abzweigung von der A87 bei Sligachan, einer kleinen Ansiedlung, die im Wesentlichen aus einem Hotel und einer Bergrettungsstation besteht. Südlich der Straße ragen die Cuillin Hills auf. Über eine niedrige Wasserscheide führt sie nach Nordwesten in das Glen Drynoch, wo sie dem River Drynoch auf der rechten Seite bis zum gleichnamigen Ort bei seiner Mündung in Loch Harport folgt. Kurz davor zweigt die B8009 ab, die die westliche Halbinsel Minginish mit dem Hauptort Carbost und Talisker, der einzigen Whisky-Destillerie auf Skye, erschließt. Die A863 folgt ab da weitgehend der Westküste von Skye entlang Loch Harport und Loch Bracadale und erschließt diverse kleine Crofter-Siedlungen wie etwa Bracadale, Struan und Ose bis zur kleinen Ortschaft Roskhill am Nordende von Loch Bracadale. Über die bei Bracadale abzweigende B885 besteht eine Querverbindung zur Inselhauptstadt Portree. Nördlich von Roskhill zweigt bei Lonmore die B884 ab, die die westlich gelegene Halbinsel Duirinish erschließt. In Dunvegan endet die A863 an der Einmündung in die aus Richtung Portree kommende A850, die durch den Ort weiter bis Dunvegan Castle führt.

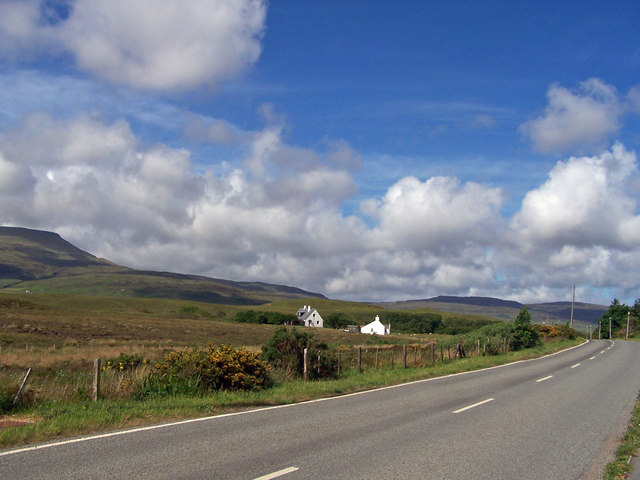
Die A863 zwischen Lonmore und Dunvegan

Insgesamt ist die A863 knapp 37 Kilometer lang, etwa knapp 23 Meilen. In den 1990er Jahren wurde die Straße durchgehend zweispurig ausgebaut und teilweise begradigt, ein Teil der Ortsdurchfahrten wurde durch Umgehungen ersetzt. Die alte Führung ist teilweise noch parallel zu erkennen.